# فرانکو روسی
فرانکو روسی (ایتالیایی: Franco Rossi؛ ۱۹ آوریل ۱۹۱۹ – ۵ ژوئن ۲۰۰۰) یک کارگردان و تهیه‌کننده اهل ایتالیا که بیشتر شناخته شده به خاطر کارگردانی مجموعه تلویزیونی کوتاه شش ساعته طولانی ایتالیایی - آلمانی - بریتانیایی - سوئیسی به نام Quo Vadis? در سال ۱۹۸۵ بود.

## زندگینامه
روسی در فلورانس زاده شد. در دانشگاه حقوق خواند و سپس شروع به کار در تئاتر کرد. او دستیار ماریو کامرینی، لوئیس ترنکر، رناتو کستلانی و آلدو ورگانو بود. او نخستین فیلم خود را به نام پیراهن قرمز پس از اینکه گوفردو آلساندرینی کارگردانی فیلم را رها کرد ساخت. اولین موفقیت او در فیلم اغواگر با بازی آلبرتو سوردی بود. دیگر فیلم‌های او زنی در تابلوی نقاشی (۱۹۵۵)، سه شب عشق (۱۹۶۴)، یک قسمت از دختران زیبا (۱۹۶۵) و دو مبلغ با باد اسپنسر در سال ۱۹۷۴ بودند.